# Església de Santa Maria (Flix)
Santa Maria és un església catalogada a l'Inventari del Patrimoni Arquitectònic de Catalunya dins del nucli urbà de la població de Flix, a la banda sud del nucli antic, a la plaça de l'Església. de Flix (Ribera d'Ebre).

## Arquitectura
Església d'una sola nau amb capelles laterals i absis poligonal. La nau central està coberta per una volta de creueria dividida en dues tramades, decorada amb diverses claus de volta. Els arcs torals es recolzen damunt fines columnetes adossades als murs laterals. Les capelles laterals, tres per banda, també estan cobertes amb voltes de creueria i s'obren a la nau mitjançant arcs de mig punt. Les dues capelles situades al costat del presbiteri són de mida més petita i de planta hexagonal.
Destaquen tres capelles: la de la família Castellví, centrada a la banda nord-oest del temple, la de la família Oriol, als peus de la banda sud-est i la del Santíssim o del Sagrat Cor, a continuació de l'anterior. Les dues primeres presenten els escuts de cada família damunt de l'arc d'accés a l'interior. L'escut dels Castellví està format per un plafó rectangular de pedra amb l'ampit motllurat, amb el motiu central dins d'una orla ovalada emmarcada per motius decoratius geomètrics i vegetals. L'interior de l'orla està dividit en dues parts, a l'esquerra un castell coronat per tres torretes i a la dreta la representació d'un freixe. L'escut de la família Oriol, en canvi, està format per un plafó quadrat de pedra, amb el motiu central circular envoltat de motllures geomètriques. A l'interior del cercle hi ha representada una flor de lis amb cinc estrelles i tres boles i, al seu costat, una mena de palma o motiu decoratiu vegetal. La capella del Santíssim és de mida més gran que la resta. Està coberta per un sostre de dos vessants sostingut per arcs rebaixats recolzats als murs laterals, i amb l'absis poligonal i està cobert amb volta d'aresta. L'absis també presenta volta de creueria, amb els nervis recolzats al mur mitjançant mènsules. Darrere l'absis hi ha dues capelles més i la sagristia, a la volta de la qual hi ha la data 1628. Als peus del temple hi ha el cor, actualment ocupat per l'orgue i cobert per una volta apuntada. Cal destacar un altre escut de l'interior del temple. Es tracta de l'escut de la vila de Flix, datat al segle xvi i actualment situat a la primera capella de la banda nord-oest, tot i que en origen es trobava en una clau de volta de la que va caure a mitjans del segle xx. El motiu central és un freixe emmarcat pel nom de la vila, símbol d'aquesta i possible origen de la toponímia del poble.
La façana principal presenta un gran portal d'arc de mig punt motllurat, amb impostes i columnetes als brancals. En els reblons de la porta hi ha l'any 1912 gravat. Damunt seu hi ha una finestra d'arc apuntat decorada amb traceria. La façana està rematada per una cornisa i una creu. A l'extrem de migdia hi ha el campanar, de planta quadrada i coberta de quatre vessants, amb les obertures inferiors d'arc apuntat. A la part superior hi ha dues finestres de mig punt a cada façana. La construcció és bastida amb carreus de pedra ben desbastats, disposats regularment.

## Història
L'església parroquial de Santa Maria de Flix és un edifici bastit al segle xvii, vers el 1628, como ho testimonia una pedra del sostre de la sagristia. Així i tot, no va ser acabada en la seva totalitat, deixant sense edificar el campanar però posseint, en canvi, una espadanya de quatre campanes.
L'església nova es va construir sobre les restes de l'església vella de Flix, aprofitant i conservant una part d'aquesta. L'antiga església fou construïda després que Ramon Berenguer IV conquerís Flix vers el 1154.
L'any 1908, seguint el projecte de l'enginyer i tècnic de la fàbrica Ignasi Marinelo, es va construir la capella del Sagrat Cor o del Santíssim.
Durant la guerra civil l'altar major de l'església i part de la façana foren destruïts, i tot l'edifici reconvertit en mercat, omplint de terra l'interior per així anivellar-lo. L'altar no fou reconstruït fins a l'any 1939 (posteriorment, l'any 1982 se’n va instal·lar un de nou) i la façana es va refer vers el 1958 seguint el model antic.
L'any 1956 es varen acabar les obres del campanar sota la direcció de l'arquitecte Javier Peña.
L'any 1965 es va desprendre d'una de les voltes de creuria l'escut de Flix de finals del segle xvi o principis del segle xvii, que actualment es pot apreciar en una de les parets de una capella. A l'interior també destaca un orgue construït per la gent del poble l'any 1999 i els escuts de dues importants famílies de Flix: Els Castellví i els Oriol.
La casa rectoral i el saló parroquial, adossats a la paret sud-est de l'església, foren inaugurats el 15 d'octubre del 1976.
Vers l'any 1989 es va inaugurar el rellotge del campanar finançat per l'ajuntament i l'any 2002 es va canviar una de les campanes.